# Шесть сигм
Шесть сигм (англ. six sigma) — концепция управления производством, разработанная в корпорации Motorola в 1986 году и популяризированная в середине 1990-х после того, как Джек Уэлч применил её как ключевую стратегию в General Electric. Суть концепции сводится к необходимости улучшения качества выходов каждого из процессов, минимизации дефектов и статистических отклонений в операционной деятельности. Концепция использует методы управления качеством, в том числе, статистические методы, требует использования измеримых целей и результатов, а также предполагает создание специальных рабочих групп на предприятии, осуществляющих проекты по устранению проблем и совершенствованию процессов («чёрные пояса», «зелёные пояса»).
Название происходит от статистического понятия среднеквадратичного отклонения, обозначаемого греческой буквой σ. Зрелость производственного процесса в этой концепции описывается как σ-рейтинг отклонений, или процентом бездефектной продукции на выходе, так, процесс управления качеством 6σ на выходе даёт 99,99966 % выходов без дефектов, или не более 3,4 дефектных выходов на 1 млн операций. Motorola установила в качестве цели достижение показателя качества 6σ для всех производственных процессов, и именно этот уровень и дал наименование концепции.

## Базовые принципы
Методика «шести сигм» основывается на следующих принципах:
- для успешного ведения бизнеса необходимо постоянно стремиться к установлению устойчивого и предсказуемого протекания процессов;
- показатели (KPI), характеризующие протекание процессов производства и бизнес-процессов, должны быть измеряемыми, контролируемыми и улучшаемыми, а также отражать изменения в протекании процессов;
- для достижения постоянного улучшения качества необходимо вовлечение персонала организации на всех уровнях, особенно высшего руководства.

Также указываются следующие базовые принципы:
- искренний интерес к клиенту;
- управление на основе данных и фактов;
- ориентированность на процесс, управление процессом и совершенствование процесса;
- проактивное (упреждающее) управление;
- взаимодействие без границ (прозрачность внутрикорпоративных барьеров);
- стремление к совершенству плюс снисходительность к неудачам;

При реализации проектов совершенствования процессов часто используется последовательность этапов DMAIC (англ. define, measure, analyze, improve, control):
- определение целей проекта и запросов потребителей (внутренних и внешних);
- измерение процесса, чтобы определить текущее выполнение;
- анализ и определение коренных причин дефектов;
- улучшение процесса, сокращающего дефекты;
- контроль дальнейшего протекания процесса.

## Истоки и применение
Концепция «шести сигм», изначально разработанная сотрудником корпорации Motorola Биллом Смитом, нашла широкое применение во многих отраслях промышленности, и даже в сфере услуг. Большое влияние на разработку концепции оказали такие методологии, как управление качеством, всеобщее управление качеством, теория бездефектности продукции, основанные на работах Шухарта, Деминга, Джурана (англ. Joseph M. Juran), Исикавы, Тагути.
Методика «шести сигм» имеет несколько отличительных черт от предыдущих методик управления качеством:
- результаты каждого проекта должны быть измеряемыми и выражаться в количественном отношении;
- высшее руководство в большей степени рассматривается как сильный и харизматичный лидер, на которого можно положиться;
- создание специальной системы присвоения званий специалистам методики по аналогии с восточными единоборствами — «чемпион», «чёрный пояс», что ведёт к лучшему усвоению концепции среди работников;
- принятие решений только на основе поддающейся проверке информации, без допущений и предположений.

«Шесть сигм» является зарегистрированным знаком обслуживания и торговой маркой компании Motorola.
Среди других компаний, которые первыми начали применять концепцию и добились положительных результатов отмечаются Honeywell, General Electric. В конце 1990-х годов более 60 % организаций, входящих в список Fortune 500 начали в том или ином виде применять «шесть сигм».
В 2000-е годы широкое применение получило совместное применение концепций «шести сигм» и бережливого производства (англ. lean six sigma).
В 2011 году Международная организация по стандартизации выпустила два стандарта серии 13053, посвящённых методологии шести сигм: ISO 13053-1:2011 «Количественные методы в процессах улучшения. Шесть сигм. Часть 1: методология DMAIC» и ISO 13053-2:2011 «Количественные методы в процессах улучшения. Шесть сигм. Часть 2: инструменты и техники».

## Графическая иллюстрация

Производства стремятся получить процесс, описываемый синим графиком, возможно красным, но не жёлтым и не зелёным.

Кривая нормального распределения является аппроксимацией модели «шести сигм». По оси абсцисс откладывают значение среднеквадратического отклонения, обозначаемого σ, которое показывает расстояние от математического ожидания µ до точки перегиба кривой. Величина разброса значений кривой находится в прямой зависимости от значения среднеквадратического отклонения — σ. В нотации такого графика возникает следующее толкование: изделие, отвечающее требованиям, занимает на оси абсцисс положение в нуле, если оно лучше, чем требуется — правее нуля, хуже — левее. Бывают случаи, когда и отклонение в большую сторону — недостаток изделия. Чем больше во всём количестве выпущенных изделий точно удовлетворяющих требованиям, тем выше кривая в нуле.